# Secret Garden
Secret Garden – irlandzko-norweski duet grający muzykę instrumentalną, wchodzącą w nurt muzycznego neoklasycyzmu i new age. W skład zespołu wchodzą Fionnuala Sherry i Rolf Løvland.
W 1995 zwyciężyli w finale 40. Konkursie Piosenki Eurowizji z utworem „Nocturne”. Od występu na Eurowizji wydali osiem albumów studyjnych, które sprzedali w łącznym nakładzie ponad 3 mln egzemplarzy. Za sprzedaż debiutanckiej płyty pt. Songs from a Secret Garden (1995) otrzymali certyfikat platynowej płyty w Norwegii i Korei Południowej oraz złotej płyty w Irlandii, Hongkongu i Nowej Zelandii, a także przez dwa lata (1996–1997) znajdowali się na liście Billboard New Age. Z drugim albumem pt. White Stones (1997) również dotarli do czołowej dziesiątki rankingu Billboard New Age. W maju 2020 wystąpili w projekcie Eurovision Home Concerts, w którym wykonali „Nocturne”.

## Dyskografia
Albumy studyjne
- Songs from a Secret Garden (1996)
- White Stones (1997)
- Dawn of a New Century (1999)
- Once in a Red Moon (2002; z gościnnym udziałem Juliana Lloyd Webbera)
- Earthsongs (2005)
- Inside I'm Singing (2007)
- Winter Poem (2011)
- Sometimes When It Rains (2013)

Albumy kompilacyjne
- Dreamcatcher (2001)
- The Ultimate Secret Garden (2004; Azja)
- Dreamcatcher (2004; Australia)